# Кинарайский язык
Кинарайский язык, или кинарай-а (кинарайя), — австронезийский язык, распространённый в основном в провинции Антике, Филиппины. Также встречается в провинции Илоило и в некоторых деревнях Минданао в местах, где проживают выходцы из Антике.
Название Kinaray-a происходит от слова «iraya», что соответствует слову «ilaya» на тагальском языке и означает группу людей, проживающих в горной местности провинции. Горцы острова Панай называются другим словом, карай-а.
Язык кинарай-а распространён в большей части провинции Илоило наряду с языком хилигайнон. Последний больше распространён в крупных городах, тогда как кинарай-а - в мелких посёлках. Из-за региональной близости носители кинарай-а нередко понимают хилигайнон, однако обратное справедливо только для носителей хилигайнон, имеющих тесный контакт с носителями кинарай-а. В связи с этим среди носителей языка хилигайнон распространено заблуждение, что кинарайя — диалект хилигайнона. На деле, два указанных языка принадлежат к различным подгруппам, хотя и находятся в довольно близком родстве.

## Фонология

### Гласные
A

E (редко — чаще используется «I»)

I

O (редко — чаще используется «U»)

U

Ə
Гласные E и O используются в основном в заимствованных словах и нередко заменяются на «I» и «U» соответственно. «U» в разговорной речи иногда чередуется с «Ə» (например, «река» «suBA» или «səBA»).
Пример:
| Английский | Тагалог | Кинарайя     | Хилигайнон |
| Голова     | Ulo     | Ulu          | Ulu        |
| Мяч        | BOla    | BUla         | BUla       |
| Животное   | HAyup   | SApat, HAyƏp | SApat      |

## Грамматика

### Местоимения
|              | Абсолютив₁ (эмфатический) | Абсолютив₂ (неэмфатический) | Эргатив₁ (постпозитив) | Эргатив₂ (препозитив) | Косвенный падеж |
| ------------ | ------------------------- | --------------------------- | ---------------------- | --------------------- | --------------- |
| Я            | ako                       | takən                       | nakən, ko              | akən                  | kanakən         |
| Ты           | ikaw, kaw                 | timo                        | nimo, mo               | imo                   | kanimo          |
| Он, она, оно | -                         | tana                        | nana, na               | ana                   | kanana, kana    |
| Мы с тобой   | kita                      | tatən                       | natən, ta              | atən                  | kanatən         |
| Мы без тебя  | kami                      | tamən                       | namən                  | amən                  | kanamən         |
| Вы           | kamo                      | tinyo                       | ninyo, nyo             | inyo                  | kaninyo         |
| Они          | sanda                     | tanda                       | nanda                  | anda                  | kananda         |

## Числительные
| 1         | isara/sara            |
| 2         | darwa                 |
| 3         | tatlo                 |
| 4         | apat                  |
| 5         | lima                  |
| 6         | anəm                  |
| 7         | pito                  |
| 8         | walo                  |
| 9         | siyam                 |
| 10        | pulû                  |
| 11        | napulû kag sara       |
| 50        | kalim-an              |
| 100       | sangkagatos/sanggatos |
| 1 000     | sangkalibo            |
| 100 000   | sangkagatos ka libo   |
| 500 000   | lima ka gatos ka libo |
| 1 000 000 | sangkamilyon          |

## Лексика

### Некоторые существительные
| Слово     | Значение          |
| --------- | ----------------- |
| ayam      | собака            |
| bayi/bahi | девочка           |
| busong    | живот             |
| kutî      | кот               |
| damog     | пища для животных |
| kingki    | керосиновая лампа |
| yawâ      | демон             |

### Некоторые фразы
Фраза «Diin kaw maagto?» (букв. Куда ты идёшь?) — распространённое приветствие. Данный вопрос не требует прямого ответа. Традиционный ответ звучит «Maninda» (букв. «За покупками на рынок»), а не «Sa tinda» (букв. «На рынок»).
- Ты хорошо ешь? — Mayad man panga-ən mo? (ещё одно приветствие, традиционное для Юго-Восточной Азии, где длительное время люди страдали от недоедания)
- Хорошо. — Mayad.
- Как ты себя чувствуешь? — Ano bay pamatyag mo?
- Я не знаю. — Wara takən kamaan. (Or simply: Maan a.)
- Пойдём! — Panaw/Halin ta rən!
- Пойдём вместе. — Iririmaw kita.
- Почему? — Nagâ haw?
- Как тебя зовут? — Ano ngaran mo?
- Доброе утро! — Mayad nga aga!
- Добрый день! — Mayad nga hapon!
- Добрый вечер! — Mayad nga gab-i!
- Этот. — Amo kara (или просто: Ra.)
- Сколько? — Tag pira?
- Да. — Huəd.
- Потому. — Banggəd.
- Из-за тебя. — Banggəd kanimo.
- О тебе. — Tunggəd kanimo.
- Ты знаешь. — Man-an mo.
- Поторопись! — Dasig!
- Снова. — Liwan.
- Ты говоришь по-английски? — Kama-an kaw maghambal kang Inglis?
- Как хорошо жить. — Sadya mabuhi.